# エイダ・ラブレス
- エイダ・ラブレス
- エイダ・ラヴレス

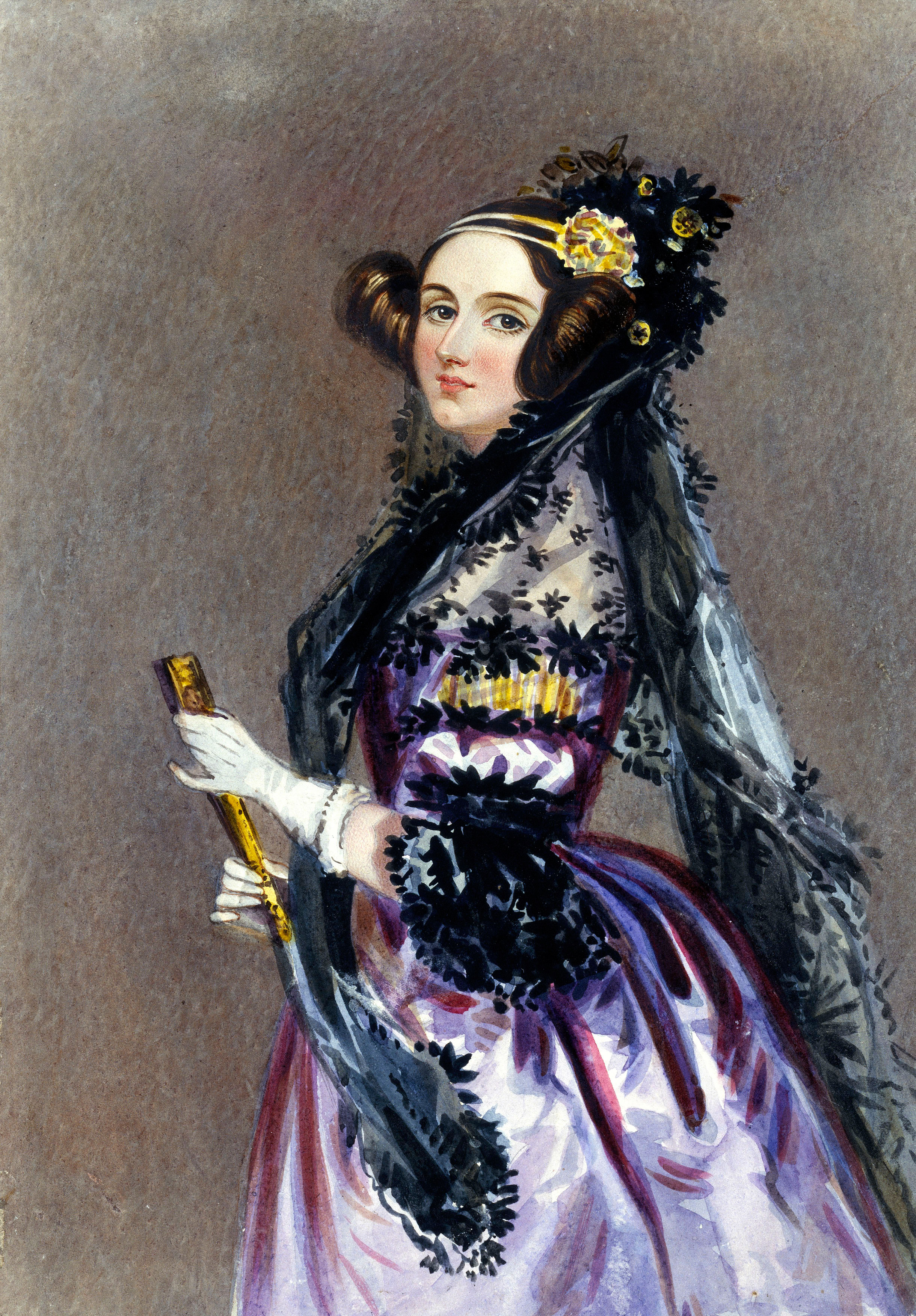
1840年ごろの肖像画、
(作)アルフレッド・エドワード・シャロン

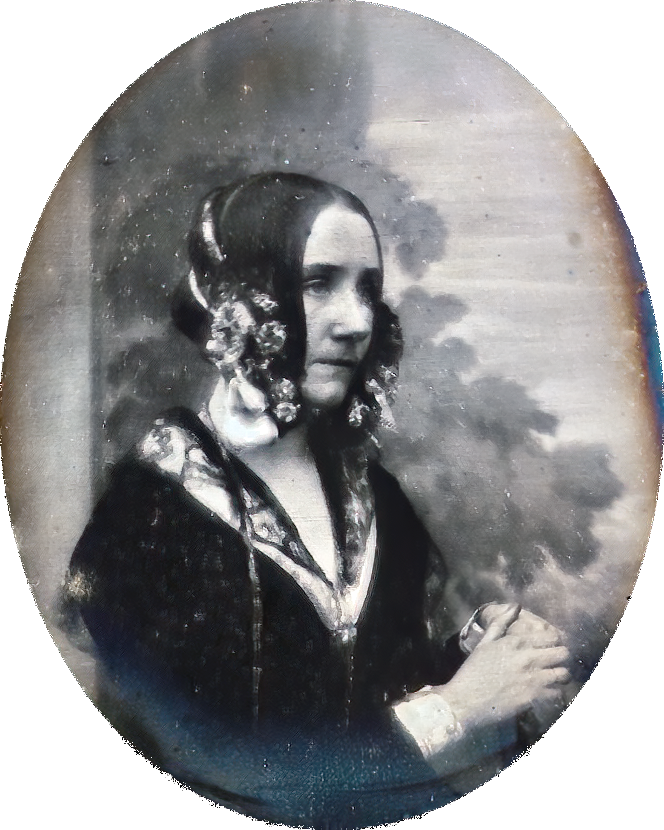
アントワーヌ・クロードによる銀板写真。1843年または1850年の写真とされる。

ラブレース伯爵夫人オーガスタ・エイダ・キング（Augusta Ada King, Countess of Lovelace, 1815年12月10日 - 1852年11月27日）は、19世紀のイギリスの貴族・数学者。主にチャールズ・バベッジの考案した初期の汎用計算機である解析機関についての著作で、世界初のコンピュータープログラマーとして知られる。詩人第6代バイロン男爵ジョージ・ゴードン・バイロンの一人娘であり、数学を愛好した。ミドルネームのエイダで知られる。旧姓バイロン。

## 生涯
エイダは詩人ジョージ・ゴードン・バイロンとその妻アナベラ・ミルバンクの間にできた、唯一の嫡出子である。ファーストネームのオーガスタは、バイロンの異母姉オーガスタ・リーからとられている。彼女は自分の子供の父親がバイロンではないかと噂されたが、それを払拭するためにバイロンに結婚を勧め、バイロンはしぶしぶアナベラを選んだといわれている。1816年1月16日、アナベラはバイロンと別れ、生後1か月のエイダを連れて行った。4月21日、バイロンは離婚届にサインをして、数日後にはイギリスを離れた。その後、彼は2人に会うことはなかった。
エイダは母の元で育ったが、その容貌は傍目から見ても父親に似た美しさだったという。母のアン・イザベラ・ミルバンクには教養があり、数学者ウィリアム・フレンドに数学を教わったこともあった。「平行四辺形のプリンセス」とも称された数学者である母の影響で、エイダも数学に高い興味を持ち、結婚後もそのことが彼女の人生を支配した。エイダは神経が繊細で、目標が達成できないと強いストレスによるノイローゼ症状を呈することがあった。母親が幼少期のエイダに数学の教育を受けさせたのは、その矯正の意味もあったとされている。彼女は何人かの家庭教師に数学と科学の手ほどきを受けた。そのうちのひとりはウィリアム・フレンドの娘婿であるド・モルガンである。
1835年に彼女はキング男爵（儀礼称号）ウィリアム・キング（父親の死後ラブレース伯爵を襲爵）と結婚し、3人の子供をもうけた。
1833年6月5日、エイダは、友人で研究者でもあり科学的著作を残しているメアリー・サマヴィルからチャールズ・バベッジを紹介された。その席には、ディヴィッド・ブリュースター、チャールズ・ホイートストン、チャールズ・ディケンズ、マイケル・ファラデーらもいた。そこでエイダはバベッジの階差機関の説明を聞き、強い興味を示した。数学をまじめに学び始めたのはこの後だとする説もある。いずれにしても、その後バベッジとは師弟関係が成立し、エイダはバベッジから多くの教えを受けた。
1842年から1843年にかけての9か月間にエイダは、バベッジがイタリアで解析機関について講演した際の記録をイタリアの数学者で政治家ルイジ・メナブレアが出版したものを（ホイートストン経由で）入手し、英語に翻訳したが、バベッジの勧めもあって本文の2倍以上の分量の訳注を付けた。その中に掲載された、パンチカードを利用したベルヌーイ数を求めるための解析機関用プログラムのコードは、世界初のコンピュータプログラムと言われている。ただし、このプログラムはバベッジ自身が書き、エイダは単にバベッジのコーディングミス（バグ）を指摘しただけだというのが定説となっており、実際にバベッジがその訳注に載っているプログラムを全て書いたという証拠も見つかっている。ただ、彼女の文章は、バベッジ自身も気づかなかった解析機関の可能性に言及している。この件はバベッジとエイダの共同研究のスタートだったとみなされている。自らを「詩的な科学者」と自認するエイダは、「たとえば、これまで音楽学の和音理論や作曲論で論じられてきた音階の基本的な構成を、数値やその組み合わせに置き換えることができれば、解析エンジンは曲の複雑さや長さを問わず、細密で系統的な音楽作品を作曲できるでしょう」と述べている。
2人の知見は長らく評価されなかったが、約100年後の1940年代初頭に電気や真空管を動力とする初の実用的なコンピュータが開発されるに至り、まったく無関係な形で「再発見」された。さらに数十年後の1970年代にいたり、コンピュータがただの計算機ではなく芸術を生み出すツールにもなるというエイダの発想は現実のものとなった。また、人工知能に対する彼女の意見は、ほぼ100年後にソフトウェア分野での予言者であるアラン・チューリングが計算する機械と知性の中でラブレス夫人の反論(Lady Lovelace's Objection)として引用し、不朽のものとなる。
エイダ・ラブレスは子宮癌を患い、1852年11月27日、36歳で死去した。直接の死因は医師が施した瀉血だった。皮肉なことに彼女は父親と同じ年齢で亡くなっただけでなく、父親と同じ瀉血という間違った治療法が死因となった。彼女の娘 アン・ブラントは中近東への旅行とアラブ馬のブリーダーとして有名となり、更にその娘のジュディス・ブラントはリットン伯ネヴィル（リットン調査団団長リットン伯ヴィクターの弟）と結婚し一男二女を儲けた。
エイダ自身の願いにより、彼女の遺体は父であるバイロンの隣に葬られた。
10月の第2火曜日は「エイダ・ラブレスの日」と制定されている。
1950年、アラン・チューリングは論文『計算機械と知性』において「ラブレスの異議（Lady Lovelace’s Objection）」を引用し、機械の創造性に関する議論を展開した。

## 位置づけについての論争
伝記作者たちはエイダは数学が不得意だったと指摘しており、エイダ・ラブレスがバベッジの機関のプログラムについて深く理解していたかについては議論がある。単に貴族が社会とのつながりを持つためにバベッジを利用しただけではないかという者もいる。ただし、最近ではエイダとバベッジの間で交わされた書簡によって、いくつかの事実も分かってきている。
- エイダは、コサインが無限大になるというメナブレアの記述間違いに全く気づいていない。
- 書簡の中でエイダは独自にプログラムを書いていて、独特のコーディングスタイルからバベッジが書いたものでないことは明らかである。
- 躁鬱症状が書簡からも見て取れ、「自分は天才」と書いたものもあれば、ひどく落ち込んでいることもあり、判断がむずかしい。

コンピュータ科学の歴史においても、フェミニズム的にも、エイダ・ラブレスは特殊な地位を占めている。そのため、彼女の貢献がどれだけだったのかを現存の資料から断定することは難しい。

## 著作
- Menabrea, Luigi Federico; Lovelace, Augusta Ada (1843). Richard Taylor. ed. “Sketch of the Analytical Engine invented by Charles Babbage Esq.”. Scientific Memoirs 3:  668-731.  - エイダによる注釈 "Note G"に、解析機関を用いてベルヌーイ数を求めるプログラムが書かれている。

## 備考
- エイダはゴシック小説『フランケンシュタイン』の作者メアリー・シェリーの親友でもある。
- バベッジの研究が中断した後、エイダは競馬のめり込み多額の借金を負った。また癌に冒された上、母のバイロン夫人から痛み止めに使用していた阿片を取り上げられるといった仕打ちを受けるなど、晩年は不遇であった。
- 1980年12月10日（エイダの誕生日）、アメリカ国防総省は新しいプログラミング言語をAdaと名づけた。MIL規格番号（MIL-STD-1815）は、彼女の生まれた年にちなんでいる。
- エイダの肖像はマイクロソフト社の認証用ホログラムステッカーに見ることができる。
- 2012年のエイダの誕生日12月10日には生誕197年を記念して、検索エンジンサイトのGoogleのトップページのロゴ（Google Doodle）が彼女と数種類のプログラム言語をあしらったものに一日限定で変更された[11]。
- 2022年9月20日（米国時間）、NVIDIAはGPU「GeForce RTX 40シリーズ」とワークステーション向けGPU「RTX 6000」に搭載されるGPUアーキテクチャ「Ada Lovelace」を彼女の名前にちなんで命名した[12][13]。

## フィクションでの扱い
- スチームパンク小説『ディファレンス・エンジン』（ブルース・スターリング、ウィリアム・ギブスン共著/1990年）では、エイダは主要登場人物の一人である。この歴史改変小説ではバベッジの機械が完成・大量生産され、1世紀早く（機械式の）コンピュータ時代が到来した世界を描いている。
- 山田正紀のSF小説『エイダ』（1994年）は、エイダのプログラムの影響で様々なパラレルワールドが生まれる様を描いている。
- 映画『クローン・オブ・エイダ』（Conceiving Ada, 監督：リン・ハーシュマン・リーソン/1997年）は、現代の女性科学者が19世紀のエイダと交信する物語である。ティルダ・スウィントンがエイダを演じている。
- ドラマシリーズ『フランケンシュタイン・クロニクル』のシーズン2（2017年）に登場し、オートマトンの製作に関わる。
- イギリスの長寿SFドラマシリーズ『ドクター・フー』新シリーズの第12シリーズ第2話「スパイフォール」パート2に登場し、ドクターと共に地球と人類を救う。